# Дубівка (Вараський район)
Дубі́вка — село в Каноницькій сільській громаді Вараського району Рівненської області України. Населення становить 796 осіб.

## Географія
Селом протікає річка Бережанка.

## Історія
У 1906 році село Володимирецької волості Луцького повіту Волинської губернії. Відстань від повітового міста 107 верст, від волості 6. Дворів 62, мешканців 413.

## Населення
Згідно з переписом УРСР 1989 року чисельність наявного населення села становила 907 осіб, з яких 430 чоловіків та 477 жінок.
За переписом населення 2001 року в селі мешкали 793 особи.

### Мова
Розподіл населення за рідною мовою за даними перепису 2001 року:
| Мова       | Чисельність | Відсоток |
| ---------- | ----------- | -------- |
| українська | 791         | 99,37%   |
| російська  | 4           | 0,50%    |
| білоруська | 1           | 0,13%    |
| Усього     | 796         | 100%     |